# Vicia obscura
Vicia obscura är en ärtväxtart som beskrevs av Julius Rudolph Theodor Vogel. Vicia obscura ingår i släktet vickrar, och familjen ärtväxter. Inga underarter finns listade i Catalogue of Life.